# Benjamin Boyet
Pour les articles homonymes, voir Boyet.

a Compétitions nationales et continentales officielles uniquement.

b Matchs officiels uniquement.
Dernière mise à jour le 24 septembre 2012.
Benjamin Boyet, né le 8 août 1979 à Vienne (Isère), est un joueur de rugby à XV français. Il a joué en équipe de France et a évolué au poste de demi d'ouverture au sein du CS Bourgoin-Jallieu puis de l'Aviron bayonnais.

## Carrière

### En club
- Jusqu'en 1997 : CS Vienne;

Il côtoie à l'école de rugby du CSV un autre demi d'ouverture international, Yann Delaigue (dont le père, Gilles, avait aussi été demi d'ouverture et international), entre 1985 et 1990 : ce dernier est de six ans plus âgé que Benjamin. Ils ont sans doute été inspirés par celui qui aura marqué le CSVienne et l'équipe de France quelques années plus tôt, Jacques Bouquet, ouvreur fantasque mais incroyablement talentueux...[réf. nécessaire]
- 1997-2010 : CS Bourgoin-Jallieu
- 2010-2013 : Aviron bayonnais

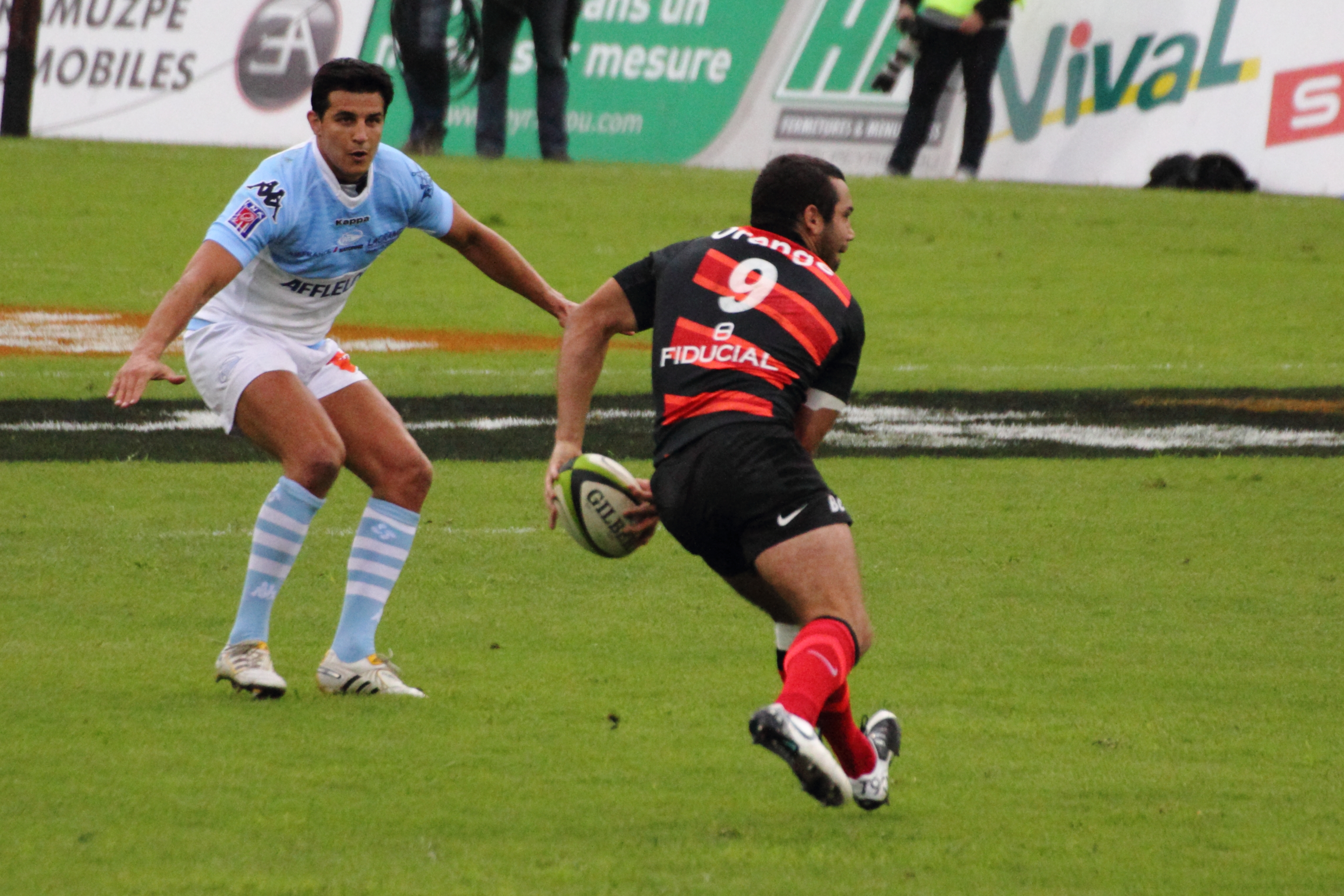
Benjamin Boyet en défense face à Jean-Marc Doussain.

Pour la saison 2008-2009, il termine quatrième meilleur réalisateur du Top 14 avec 210 points. En 2010 il termine huitième et septième en 2011.

### En équipe nationale
Il honore sa première cape internationale en équipe de France le 11 février contre l'équipe d'Irlande lors du Tournoi des Six Nations 2006. Le réveil d'une blessure à l'avant-bras droit le prive de la tournée de juin 2006 en Roumanie et en Afrique du Sud. 
Il est ensuite sélectionné en tant que titulaire à l'ouverture le 9 juin 2007 contre la Nouvelle-Zélande, alors que les internationaux du Stade toulousain, de l'ASM Clermont Auvergne, du Biarritz olympique et du Stade français disputaient les demi-finales du Top 14 2006-2007 dans leurs clubs respectifs. En 2008, il est rappelé pour deux tests matches contre l'Australie.

### Avec les Barbarians
En novembre 2005, il est sélectionné avec les Barbarians français pour jouer un match contre l'Australie A à Bordeaux. Les Baa-Baas s'inclinent 42 à 12.

### Après sa retraite sportive
À la rentrée 2013, il devient consultant pour la station Sud Radio ainsi que pour la chaine de télé beIN Sports, ou il commente les matches de l'European Rugby Champions Cup et de l'European Rugby Challenge Cup. Il commente également sur cette chaîne quelques test matches.
Il est également salarié de la Ligue régionale Auvergne-Rhône-Alpes de rugby en tant que conseiller technique de clubs du bassin viennois.

## Palmarès

### En club
- Challenge européen
  - Finaliste : 1999 et 2009
- Championnat de France (Top 14)
  - Demi-finaliste : 1999 et 2004
- Coupe de France
  - Finaliste : 1999 et 2003
- Challenge Sud-Radio
  - Finaliste : 2003

### En équipe nationale
- Vainqueur du Tournoi des six nations 2006

## Statistiques

### Avec les Bleus
- Cinq sélections en équipe de France
- 11 points (3 pénalités, 1 transformation)
- Sélections par année : 1 en 2006, 2 en 2007, 2 en 2008

#### Tournoi
| Édition          | Rang | Résultats France | Résultats B.Boyet | Matches B.Boyet |
| Six Nations 2006 | 1    | 4 v, 0 n, 1 d    | 1 v, 0 n, 0 d     | 1/5             |

### Autres sélections
- Équipe de France -18 ans

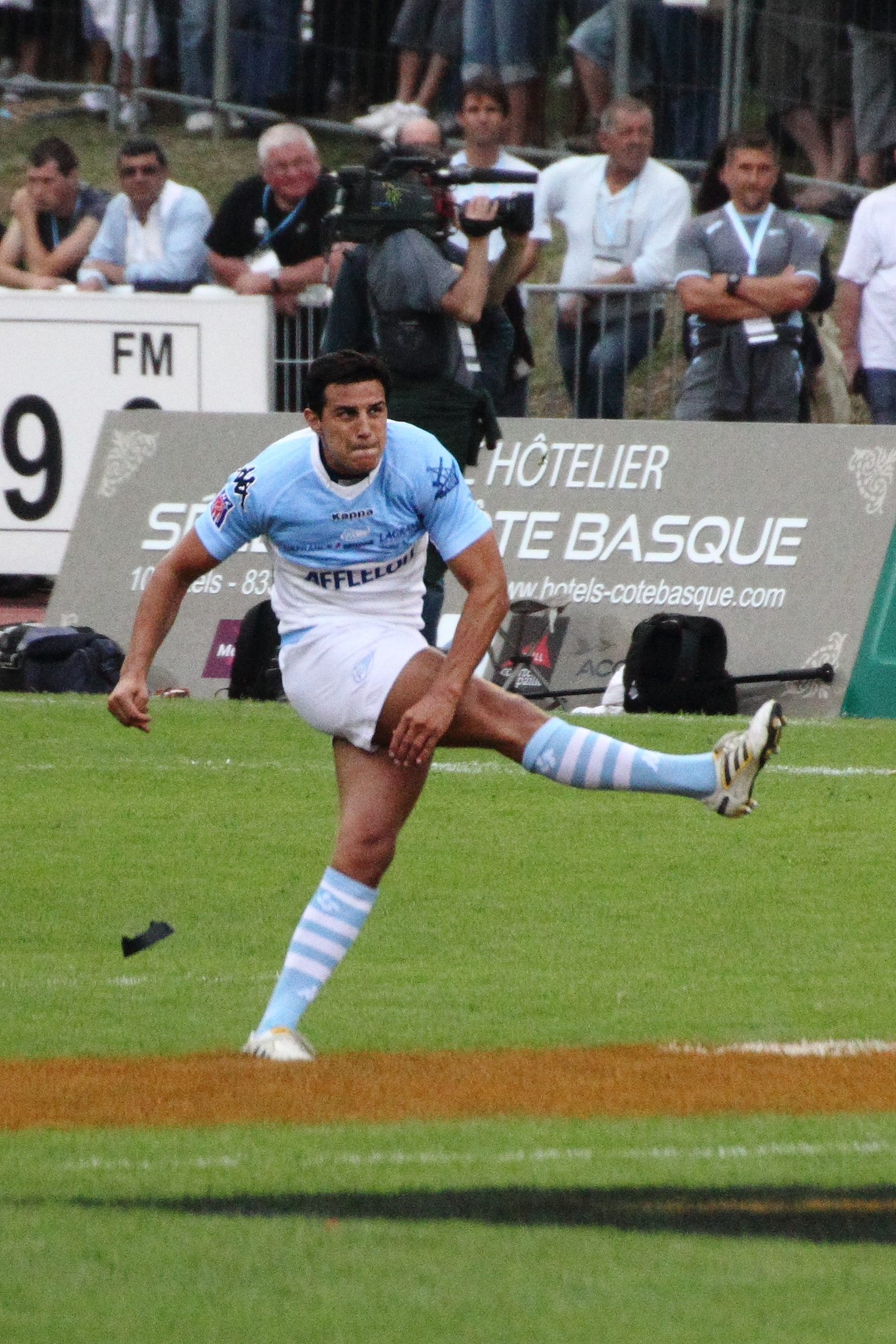
Benjamin Boyet tapant une pénalité avec l'Aviron bayonnais.

  - Deux sélections en 1997 (Écosse, pays de Galles)
- Équipe de France -19 ans
  - Trois sélections en 1998 (Japon, Italie, Angleterre)
- Équipe de France universitaire
  - Champion du monde 2000 en Italie
- Barbarians français
  - Une sélection en 2005 (Australie A)
- Équipe de France A
  - Une sélection en 2002 (Italie A)
  - Deux sélections en 2004 (Italie A, Angleterre A)
  - Trois sélections en 2005 (Tonga, Angleterre A, Irlande A)

### Personnel
- Élu meilleur demi d'ouverture du Top 14 2005-06
- Élu vice meilleur demi d'ouverture du Championnat de France de rugby à XV 2008-2009 derrière Brock James.